# Kazachska Socjalistyczna Republika Radziecka
Kazachska Socjalistyczna Republika Radziecka, Kazachska SRR, radziecki Kazachstan (ros. Казахская Советская Социалистическая Республика, kaz. Қазақ Кеңестік Социалистік Республикасы) – jedna z republik związkowych ZSRR. Zajmowała powierzchnię 2 717 300 kilometrów kwadratowych i była drugą co do wielkości po Rosji republiką radziecką, a przy tym miała najmniejszą ze wszystkich gęstość zaludnienia. Jej stolicą była Ałma-Ata (obecnie Ałmaty). Władzę w Kazachskiej SRR sprawowała Komunistyczna Partia Kazachstanu.
Utworzono ją w 1920 roku jako Kirgiską ASRR. W 1925 roku przemianowano ją na Kazachską ASRR, a w 1936 roku zmieniono jej status i jako Kazachską SRR włączono bezpośrednio w skład ZSRR.
Kazachska SRR została przemianowana na Republikę Kazachstanu 10 grudnia 1991, a sześć dni później ogłosiła niepodległość. Była ostatnią republiką, która opuściła Związek Socjalistycznych Republik Radzieckich (16 grudnia 1991). Dziesięć dni później (26 grudnia 1991) Związek Radziecki został rozwiązany. Republika Kazachstanu dołączyła do Organizacji Narodów Zjednoczonych 2 marca 1992. Stolica Kazachskiej SRR – Ałma-Ata, była do 1998 roku stolicą niepodległego Kazachstanu. Później przeniesiono stolicę do Astany.

## Nazwa
Kazachstan zawdzięcza swoją nazwę Kazachom (naród zaliczany do ludów tureckich), którzy w drugiej połowie XV wieku, po wyzwoleniu się spod władzy Chanatu Uzbeckiego, utworzyli Chanat Kazachski. W 1847 roku, w wyniku dobrowolnego porozumienia z Rosją, Chanat Kazachski został zlikwidowany.

## Gospodarka
Po wybuchu II wojny światowej wiele zakładów produkcyjnych zostało przeniesionych do Kazachskiej SRR. Został tam wybudowany Semipalatinsk-21 (poligon przeznaczony do testów broni nuklearnej), a także powstał w 1955 roku Kosmodrom Bajkonur (najstarszy i największy obiekt tego typu na świecie).

## Sekretarze Generalni Komitetu Centralnego Komunistycznej Partii Kazachstanu
- od 5 grudnia 1936 do 3 maja 1938 Lewon Mirzojan
- od 3 maja 1938 do 14 września 1945 Nikołaj Skworcow
- od 14 września 1945 do 14 września 1946 Giennadij Borkow
- od 14 września 1946 do 6 marca 1954 Żumabaj Szajachmetow
- od 6 marca 1954 do 7 maja 1955 Pantielejmon Ponomarienko
- od 7 maja 1955 do 6 marca 1956 Leonid Breżniew
- od 6 marca 1956 do 26 grudnia 1957 Iwan Jakowlew
- od 26 grudnia 1957 do 19 stycznia 1960 Nikołaj Bielajew
- od 19 stycznia 1960 do 26 grudnia 1962 Dinmuchamed Kunajew
- od 26 grudnia 1962 do 7 grudnia 1964 Ismaił Jusupow
- od 7 grudnia 1964 do 16 grudnia 1986 Dinmuchamed Kunajew
- od 16 grudnia 1986 do 22 czerwca 1989 Giennadij Kołbin
- od 22 czerwca 1989 do 14 grudnia 1991 Nursułtan Nazarbajew

## Prezydent Kazachskiej SRR
- od 24 kwietnia 1990 do 16 grudnia 1991 Nursułtan Nazarbajew